# Michael Knauth
Michael Knauth (Wolfsburg, 24 juni 1965) is een voormalig hockeyer uit Duitsland, die speelde als doelman. Met de Duitse nationale hockeyploeg nam hij tweemaal deel aan de Olympische Spelen (1992 en 1996). 
Bij zijn olympische debuut, in 1992 in Barcelona, won Knauth de gouden medaille met de Duitse ploeg, die destijds onder leiding stond van bondscoach Paul Lissek. In Barcelona was hij eerste keuze, vier jaar later was hij de stand-in van Christopher Reitz. 
Knauth speelde in totaal 72 officiële interlands voor zijn vaderland in de periode 1987-1996, waarvan zeven in de zaal. In clubverband kwam hij uit voor Braunschweiger THC en Limburger HC. Met die laatste club won hij de tweemaal de Duitse landstitel in de zaal.

## Erelijst
- 1990 –  Champions Trophy in Melbourne
- 1991 –  Champions Trophy in Berlijn
- 1992 –  Champions Trophy in Karachi
- 1992 –  Olympische Spelen in Barcelona
- 1993 –  Champions Trophy in Kuala Lumpur
- 1996 – 4e Olympische Spelen in Atlanta

Andreas Becker · 
Christian Blunck · 
Carsten Fischer · 
Volker Fried  · 
Michael Hilgers · 
Andreas Keller · 
Michael Knauth · 
Oliver Kurtz · 
Christian Mayerhöfer · 
Sven Meinhardt · 
Michael Metz · 
Klaus Michler · 
Christopher Reitz · 
Stefan Saliger · 
Jan-Peter Tewes · 
Stefan Tewes · 
Coach: Paul Lissek
Christoph Bechmann · 
Andreas Becker · 
Patrick Bellenbaum · 
Christian Blunck · 
Oliver Domke · 
Björn Emmerling · 
Carsten Fischer · 
Volker Fried · 
Michael Green · 
Michael Knauth · 
Christian Mayerhöfer · 
Sven Meinhardt · 
Klaus Michler · 
Christopher Reitz · 
Stefan Saliger · 
Jan-Peter Tewes · 
Coach: Paul Lissek